# Оползни в штате Варгас
Оползни в Венесуэле (исп. Tragedia de Vargas, Desastre de Vargas, Deslaves de Vargas) — стихийное бедствие, произошедшее на Карибском побережье страны 15—17 декабря 1999 года. В наибольшей степени затронуло приморские территории штата Варгас. Оползни, наводнения и селевые потоки стали результатом обильных осадков. На побережье Варгаса за 14—16 декабря выпало 911 мм осадков, что повлекло перенасыщение водой почвенного покрова. Начался сдвиг верхнего слоя почвы гор к морю и густонаселённым прибрежным регионам.
Оползни 1999 года стали самым серьёзным природным бедствием, поразившим страну в XX веке. Число погибших составило от 5 до 50 тыс. человек, тысячи людей стали беженцами. Оползнями были уничтожены университеты, гостиницы, клубы, больницы, трассы и другие объекты: ущерб, причинённый инфраструктуре страны, достиг 1,79 млрд долларов США.

## Предыстория

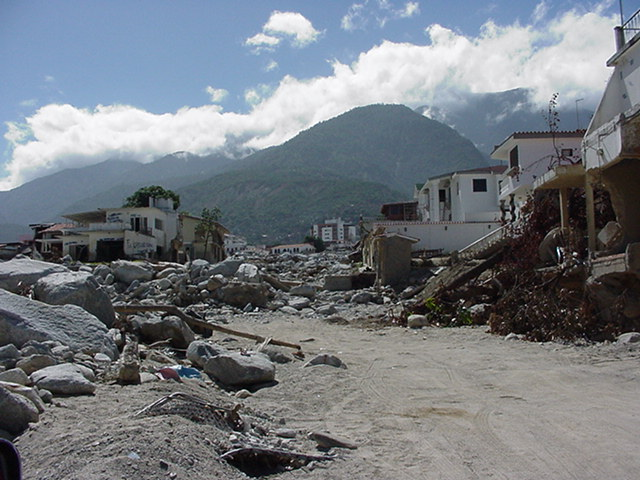
Разрушенные дома в городе Лос-Кораллес

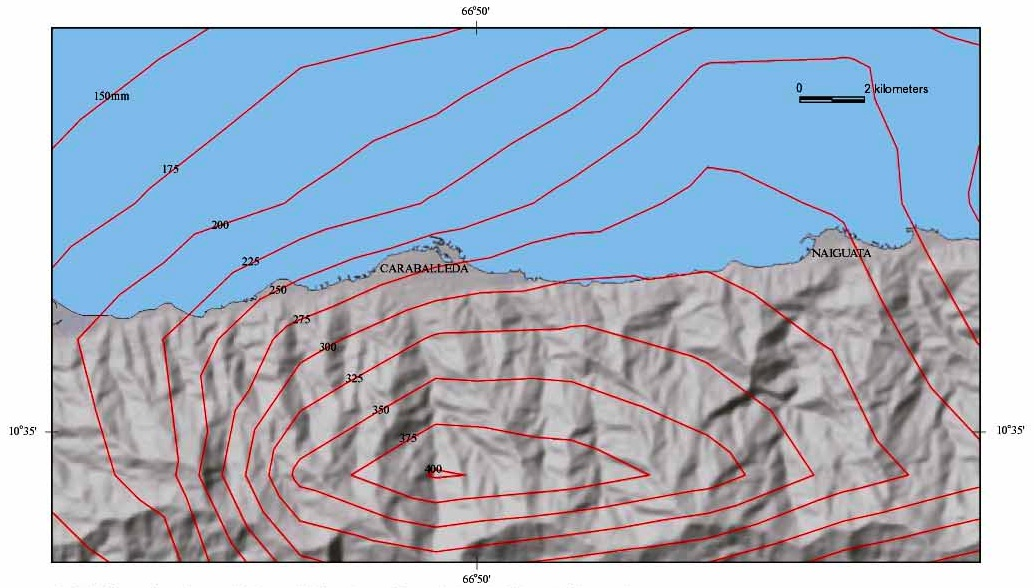
Изолиния шторма 14—16 декабря 1999 года, наложенная на карту рельефа северной Венесуэлы

Прибрежная зона штата Варгас уже давно подверглась оползням и наводнениям. Археологические раскопки показывают, что подобные катастрофы происходили там ещё с доисторических времен. Начиная с XVII века, в пределах Варгаса регулярно происходили крупные оползни или наводнения. Зарегистрированы подобные происшествия произошедшие в феврале 1798 года, августе 1912 года, январе 1914 года, ноябре 1938 года, мае и ноябре 1944 года, августе 1948 года и феврале 1951 года. В феврале 1798 года внезапные наводнения и сошедшие селевые потоки серьезно повредили 219 домов. Испанские солдаты забаррикадировали вход в форт, чтобы не допустить попадания в него обломков.
До катастрофы 1999 года последнее крупное наводнение произошло в 1951 году, но это событие не причинило такого большого ущерба. Основываясь на аэрофотоснимках и результатах измерений, геологи смогли напрямую сравнить событие 1951 года с событием 1999 года. В 1951 г. выпало меньше осадков, чем в 1999 г., и соответственно было вызвано меньше оползней. В декабре 1999 г. выпало 911 мм. осадков в течение всего нескольких дней, что и стало причиной трагедии.

### Плотность населения
По состоянию на 1999 год в узкой прибрежной полосе штата Варгас проживало несколько сотен тысяч человек. Многие из этих людей жили на вершинах конусов выноса, что и стало одной из причин массовых жертв.

### Осадки
Декабрь 1999 года был необычно влажным на северо-центральном побережье Венесуэлы. Первый шторм произошел 2–3 декабря и обрушил на побережье 200 мм. осадков.
Две недели спустя, за 52 часа в течение 14, 15 и 16 декабря 1999 г., на севере выпало 91.1 см осадков (примерно среднее количество осадков за год для региона).  Всего за один час, с 6 до 7 утра 16-го числа выпало 7.2 см осадков; их количество как 15-го, так и 16-го числа превысило 1000-летний рекорд выпадения осадков. Несмотря на это, на побережье выпало гораздо меньше дождей, чем в некоторых регионах вверх по течению.
Этот внезапный и сильный шторм был особенно необычным, потому что он произошел в декабре, в то время как типичный сезон дождей в прибрежной Венесуэле длится с мая по октябрь. Эти несезонные дожди образовались в результате взаимодействия холодного фронта с влажным юго-западным потоком в Тихом океане. Это взаимодействие вызвало умеренные или сильные дожди, которые начались в первую неделю декабря и достигли своей кульминации во время событий 14–16 декабря, которое вызвало смертельные наводнения и селевые потоки.